# Paysan breton (journal)
 (juin 2020).
Si vous disposez d'ouvrages ou d'articles de référence ou si vous connaissez des sites web de qualité traitant du thème abordé ici, merci de compléter l'article en donnant les références utiles à sa vérifiabilité et en les liant à la section « Notes et références ».
Pour les articles homonymes, voir Paysan breton.
Ne pas confondre avec Paysan breton, marque propre de Laïta.
Paysan breton est un journal agricole. La rédaction de cet hebdomadaire a lieu à Plérin. Édité ensuite à Cavan (Côtes-d'Armor), il est distribué sur toute la Bretagne à environ 45 000 exemplaires. C'est le plus important journal agricole breton, 2e par sa taille au niveau national. Il a été fondé par l'agriculteur et député de la IVe République Pierre Guillou.

## Historique
Le premier numéro du journal Paysan breton paraît le 23 juin 1945. Son fondateur est Pierre Guillou, agriculteur à Pluzunet. Il ne compte alors qu’une seule feuille recto verso. Les abonnés le reçoivent 2 fois par mois. Aujourd'hui, Paysan breton est publié par la Société d'édition du Paysan breton. Il est diffusé sur quatre départements bretons de manière hebdomadaire.
Les actionnaires principaux de la société éditrice du journal sont le Crédit Mutuel de Bretagne, Eureden  (issue de l’union des coopératives Triskalia et Groupe d’aucy) et Groupama Bretagne. Ces organisations régionales, mutuelles ou coopératives sont nées au début du siècle dernier de la volonté des paysans bretons, alors regroupés en syndicats agricoles et au sein de l'Office central des œuvres mutuelles agricoles du Finistère fondé en 1911. L'organisation est présidée par Hervé de Guébriant à partir de 1918.
Dès sa création, l'Office central accorde une grande importance à la formation (cours par correspondance) et à l’information des agriculteurs comme moyen de promotion.
Ainsi, en 1912 naît le Bulletin d’information de l'Union des syndicats agricoles du Finistère. Dès l’année 1914 il tirait à 4200 exemplaires. C'était l'organe d'information des syndicats agricoles des Côtes-du-Nord, le bulletin s’étoffe et devient le journal Ar vro goz, (« le vieux pays »). Il compte alors 30 000 abonnés. Il contenait déjà de nombreux articles de politique agricole, des informations professionnelles et des articles techniques. Il cesse de paraître à la Seconde Guerre mondiale
Le 2 février 1945, Pierre Guillou, héros de la Résistance, expose à Paris, au ministre de l'Information, « qu’avec un groupe de cultivateurs bretons, tous anciens résistants, il avait depuis octobre 1944 formé le projet de lancer un journal paysan pour la région Bretagne ». Un nouveau journal est donc mis sur les rails en juin 1945 sous l’appellation de Paysan breton, le journal des cultivateurs de l'Ouest. Depuis ce jour il n'a cessé de paraître.